# Milingo (Samuele Bersani)
Milingo è un brano scritto e cantato da Samuele Bersani, dove si racconta, in chiave comica, la vicenda dell'ex arcivescovo scomunicato nel 2001. 

## Descrizione
Al brano partecipa anche Paola Cortellesi, che nel pezzo finale interpreta il ruolo di Maria Sung, ex moglie di Milingo.